# كارل فاليري

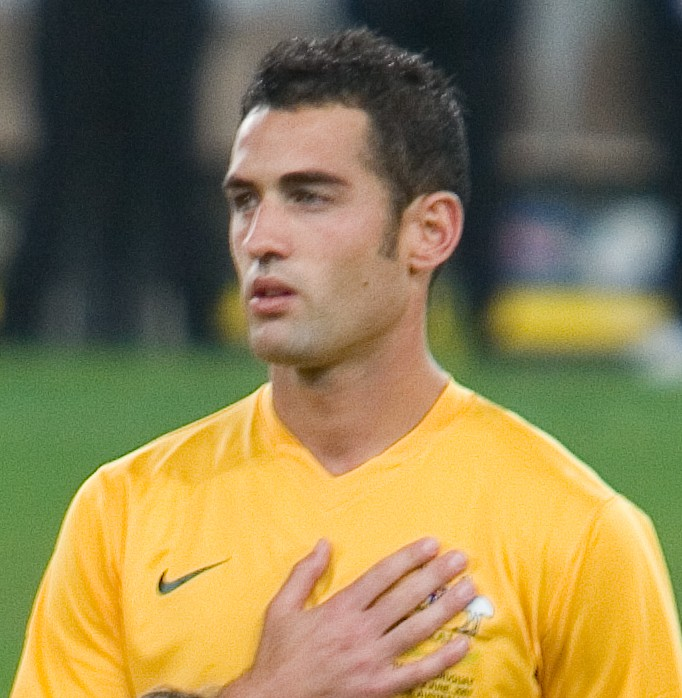
كارل فاليري

كارل فاليري (بالإنجليزية: Carl Valeri)‏، من مواليد 14 أغسطس 1984 في كانبيرا في أستراليا، لاعب كرة قدم أسترالي.
بدأ مسيرته الكروية مع نادي سبال الإيطالي في موسم 2004/2005، وشارك معهم في 25 مباراة، ومنذ عام 2005 وهو يلعب مع نادي غروسيتو الإيطالي.
و هو يلعب مع منتخب أستراليا لكرة القدم منذ عام 2007.

## مسيرته الكروية
لعب كارل فاليري خلال مسيرته الاحترافية مع 6 أندية في تسعة عشر موسمًا وسجل خلالها 14 هدفًا ضمن 339 مباراة. حيث فاز في موسم واحد بالكأس وفي موسمين بالدوري.
خاض كارل فاليري مسيرته مع نادي إنتر ميلان في موسم 2002–03 ولمدة موسمين، لم يشارك في أي مباراة ولم يسجل أي هدف. ثم انتقل إلى نادي سبال في موسم 2004–05 لمدة موسم واحد، حيث شارك في 25 مباراة ولم يسجل أي هدف أيضًا. لينتقل بعدها إلى نادي غروسيتو في موسم 2005–06 ليلعب معه خمسة مواسم، مشاركًا في 131 مباراة سجل خلالها 8 أهداف. ثم انتقل إلى نادي ساسولو في موسم 2009–10 ليلعب معه خمسة مواسم، مشاركًا في 71 مباراة سجل خلالها 4 أهداف. هذا وانتقل لاحقًا إلى نادي ترنانا في موسم 2013–14 لمدة موسم واحد، مشاركًا في 8 مباريات ولم يسجل أي هدف. ثم انتقل بعدها إلى نادي ملبورن فيكتوري في موسم 2014–15 ليلعب معه خمسة مواسم، مشاركًا في 104 مباراة سجل خلالها هدفين.

## روابط خارجية
- كارل فاليري على موقع الاتحاد الدولي (مؤرشف)  (الإنجليزية)
- كارل فاليري على موقع قاعدة بيانات كرة القدم.إي يو (الإنجليزية)
- كارل فاليري على موقع ناشيونال فوتبول تيمز (الإنجليزية)
- كارل فاليري على موقع Soccerway.com (الإنجليزية)
- كارل فاليري على موقع عالم كرة القدم.نت (الإنجليزية)
- كارل فاليري على موقع كووورة
- كارل فاليري على موقع أوليمبيديا (الإنجليزية)
- كارل فاليري على موقع اللجنة الأولمبية الأسترالية (الإنجليزية)
- كارل فاليري على موقع AS.com (الإسبانية)